# Capitaneria generale di Santo Domingo
La Capitaneria generale di Santo Domingo fu la prima colonia stabilita nel Nuovo Mondo, governata dall'Audiencia Reale di Santo Domingo dal 1535 sottoposta alla Nuova Spagna. L'isola fu battezzata dai conquistatori come Hispaniola.
La Real Audiencia di Santo Domingo fu creata nel 1511 ma non si stabilì sull'isola fino al 1526. Ha amministrato tutte le Indie occidentali prima che altre Audiencias venissero gradualmente create nel Nuovo Mondo.
All'inizio la capitaneria copriva l'isola di Santo Domingo (o Hispaniola), Cuba e Porto Rico (gli ultimi due furono separati dalla capitaneria al momento della creazione della Capitaneria generale di Cuba nel 1664 e quella di Porto Rico nel 1792) e la sua capitale era la città di Santo Domingo.
Tuttavia, dall'inizio del XVII secolo, Hispaniola fu presto ambita dai filibustieri francesi, stabilitisi sull'isola delle tartarughe sulla costa nord-occidentale, dove saccheggiarono i galeoni spagnoli che si stavano dirigendo verso la Spagna.
La metà occidentale dell'isola sarebbe gradualmente tornata ai bucanieri che rifornivano di carne i filibustieri.
Nel 1665, la colonizzazione francese fu ufficialmente riconosciuta da Luigi XIV. Bertrand d'Ogeron fu quindi nominato governatore di questa parte dell'isola che prese il nome di Saint-Domingue.
Nell'ottobre del 1697, il Trattato di Ryswick pose fine alla guerra franco-spagnola e riconobbe il diritto della Francia di rimanere nella parte occidentale dell'isola, e la Spagna mantenendo la parte orientale.
La parte orientale cadde nelle mani dei francesi nel 1795, quando fu firmato il trattato di Basilea. Questa riunificazione ebbe comunque vita breve, poiché l'ovest dell'isola fu rapidamente scosso dalla rivoluzione haitiana, che la spedizione di Saint-Domingue inviata da Bonaparte non poté importare e che porterà all'indipendenza della repubblica di Haiti, prima repubblica nera del mondo, proclamata nel 1804 da Jean-Jacques Dessalines.
Successivamente, una rivolta di abitanti ispanici-creoli sradicherà i francesi dalla parte orientale nel 1809.
La Spagna che recupera la sua colonia rimarrà lì fino a quando "l'indipendenza di Haiti spagnola" non verrà proclamata il 1º dicembre 1821. Ma gli haitiani invasero la parte orientale dell'isola già nel 1822. I dominicani dovettero proclamare ancora una volta la loro indipendenza nel 1844 ed espellere gli haitiani; La Spagna riconobbe l'indipendenza di Santo Domingo solo nel 1855. Tuttavia, nel 1861 subentrarono nella parte orientale dell'isola in seguito alla decisione del presidente Pedro Santana e reinsediarono la capitaneria. Ma la "Guerra di Restaurazione" pose fine al dominio spagnolo e alla capitaneria generale nel 1865.

## Città
Segue un elenco di città e villaggi esistenti sul territorio:
- La Isabela Isabela 1492
- Concepción de la Vega 1494
- Bonao San Antonio de Bonao 1494
- Santiago de los Caballeros 1495
- Santo Domingo 1496 -
- San Felipe de Puerto Plata 1499
- El Seibo Santa Cruz del Seybo 1502
- Puerto Príncipe Santa María de la Vera Paz 1503
- Les Cayes 1503
- Hinche Lares de Guaba 1503
- Salvaleón de Higüey 1503
- San Juan de la Maguana 1503
- Azua, Dominican Republic Compostela de Azua 1504
- Aquin Villanueva de Yáquimo 1504
- Cabo Haitiano Puerto Real de Bayajá 1504
- Sánchez Ramírez La Buenaventura 1504
- Cotuí Cotuy 1505
- San Fernando de Monte Cristi 1506
- Hato Mayor del Rey 1520
- Sabana Grande de Boyá 1535
- Neiba Neyba 1546
- Peralvillo 1601
- Bayaguana San Juan Bautista de Bayaguana 1606
- Monte Plata 1606
- Hinche Concepción de Hincha 1704
- Samaná (town) Santa Bárbara de Samaná 1756
- Sabana de la Mar 1760
- Saint-Raphaël, Haiti 1761
- Las Caobas San Gabriel de Las Caobas 1763
- Baní 1764
- Saint-Michel-de-l'Attalaye San Miguel de la Atalaya 1768
- San Francisco de Macorís 1778
- Boca Chica San José de los Llanos 1779
- Las Matas de Farfán 1780